# Algoritmo Silva-Almeida
No âmbito da Redes Neuronais Artificiais (RNA), o algoritmo Silva-Almeida é um algoritmo metaheurístico que se utiliza para acelerar a convergência durante o processo de Backpropagation numa RNA. É uma modificação do método do gradiente.

## Formulação
Este método, dentro de certas condições, tem convergência garantida. Consiste, essencialmente, em modificar step size parameter, η, a cada iteração e de cada peso dos ramos do perceptrão multicamada, dependendo da variação do gradiente da função de custo.
A equação para a atualização de η:
{\displaystyle \eta _{ji}^{n}={\begin{cases}\eta _{ji}^{n-1}u,&{\text{se }}\left({\frac {\partial E}{\partial w_{ji}}}\right)^{n}\times \left({\frac {\partial E}{\partial w_{ji}}}\right)^{n-1}>0\\\eta _{ji}^{n-1}d,&{\text{se }}\left({\frac {\partial E}{\partial w_{ji}}}\right)^{n}\times \left({\frac {\partial E}{\partial w_{ji}}}\right)^{n-1}<0\end{cases}}}
Onde o sobrescrito indica o número da iteração. Os parâmetros a serem definidos para o método são {\displaystyle 0<d<1<u} .
Estes indicam se o tamanho do passo do algoritmo deve diminuir d (down) ou aumentar u (up).

## Funcionamento
Com uma simples análise a fórmula que calcula o step size parameter a cada iteração repara-se que, se o gradiente tiver a mesma direção duas iterações consecutivas, então, deseja-se que o algoritmo acelere e prossiga nessa direção mais rapidamente. Caso contrário, em duas iterações seguidas, o gradiente mudar de direção, vamos querer que o método abrande pois podemos estar perto de uma região que force a divergência do algoritmo.
Valores típicos, {\displaystyle u=1.1,d=0.9}